# Auke Jelsma
Auke Jan Jelsma (Amsterdam, 28 augustus 1933 − Hilversum, 14 januari 2014) was een Nederlands kerkhistoricus en schrijver.

## Biografie
Jelsma werd na zijn studie theologie aan de Vrije Universiteit in Amsterdam de jongste predikant en werd op 10 februari 1957 bevestigd in de gereformeerde kerk van Zaltbommel. Vanaf 1959 was hij legerpredikant en vanaf 1961 stond hij nog te Dordrecht en daarna (vanaf 1966) in Den Haag-West. In 1970 werd hij wetenschappelijk hoofdmedewerker aan de theologische hogeschool van de Gereformeerde Kerken in Nederland in Kampen; in datzelfde jaar promoveerde hij aan de VU op Adriaan van Haemstede en zijn martelaarsboek. In 1978 werd hij benoemd tot hoogleraar Kerkgeschiedenis aan de Kamper universiteit, als opvolger van prof. dr. J. Plomp; hij aanvaardde dit ambt op 14 september 1979 met de inaugurele rede Dromen onder de druk van de tijd, over Birgitta van Zweden (1313-1373). Van 1991 tot 1994 was hij rector van de universiteit. Zijn specialiteit was de mystiek. In 1998 ging hij met emeritaat.
Naast zijn wetenschappelijke activiteiten was hij ook als letterkundige actief. In zijn eerste roman, Houten getuigen uit 1961, verwerkte hij zijn ervaringen als predikant. Zijn laatste literaire publicatie verscheen ter gelegenheid van zijn 75e verjaardag in 2008 en was een bundeling van vier eerder verschenen novellen die zich afspeelden in de 13e en 14e eeuw. In 1975 hield hij een reeks radiolezingen voor de NCRV over de vrouw in het christendom die na afloop gebundeld werden. Vanaf 1956 schreef hij ook literaire kritieken en was hij een tijd lang columnist voor Hervormd Nederland waarvan een bundeling verscheen in 1992. In 1976 ontving hij de Spaanprijs.
Jelsma's laatste publicatie was Bloemen uit de hemel. In dialoog met Geert Groote (1340-1384), verschenen ter gelegenheid van de eerstesteenlegging van het Geert Groote Huis in Deventer op 1 september 2011.